# Пелиния
Пелиния (рум. Pelinia) — село в Дрокиевском районе Молдавии. Является административным центром коммуны Пелиния, включающей также железнодорожную станцию Пелиния.

## История
Село Пелиния участвовало в республиканском конкурсе «Самый зеленый и благоустроенный населенный пункт», заняв первое место среди сёл Молдовы.

## География
Село расположено на высоте 151 метров над уровнем моря.

## Население
По данным переписи населения 2004 года, в селе Пелиния проживает 7538 человек (3526 мужчин, 4012 женщины).
Этнический состав села:
| Национальность | Число жителей | Процентный состав |
| -------------- | ------------- | ----------------- |
| молдаване      | 7472          | 99.12             |
| украинцы       | 24            | 0.32              |
| русские        | 24            | 0.32              |
| румыны         | 14            | 0.19              |
| прочие         | 4             | 0.05              |
| Всего          | 7538          | 100%              |